# Абът (шелфов ледник)
Шелфовият ледник Абът (на английски: Abbot Ice Shelf) заема част от крайбрежието на Западна Антарктида, край Брега Ейтс на Земя Елсуърт и източната част на Брега Уолгрин на Земя Мери Бърд, в акваторията на море Белингсхаузен част от тихоокеанския сектор на Южния океан. Простира се на повече от 400 km от нос Уайт (72°42′ ю. ш. 103°10′ з. д. / 72.7° ю. ш. 103.166667° з. д.) на запад до нос Пфротнер (72°37′ ю. ш. 89°35′ з. д. / 72.616667° ю. ш. 89.583333° з. д.) на изток. Ширина над 60 km. В него са „зазидани“ островите Търстън, Шърман, Джъстин, Макнамара, Флетчър и др.
Шелфовият ледник Абът е открит през февруари 1940 г. от американската експедиция ръководена от адмирал Ричард Бърд и е картографиран на базата на извършените аерофотоснимки през 1944 и 1946 – 47 г. Наименуван е в чест на контраадмирал Джеймс Лойд Абът (1918 – 2012), командващ американските ВМС в Антарктика от февруари 1967 до юни 1969 г.